# José Aramburu Miner
José Aramburu Miner (Hernani 1750 ? - Cádiz 1804) fue un marino y explorador español que formó parte de la expedición de Felipe González de Ahedo a la Isla de Pascua en el año 1770.
La expedición  fue promovida por en virrey de Perú  Manuel de Amat y Juniet  de la Corona Española. Partió del Callao el 10 de octubre de 1770. Estaba compuesta por el navío San Lorenzo, de 70 cañones,  y por la fragata Santa Rosalía, de 26 cañones.  Ambos barcos sumaban una tripulación de más de 500 hombres.
Fue la segunda expedición europea que alcanzó la Isla de Pascua, tras el holandés  Roggeveen en 1722, y la primera en cartografiarla. 
Acordaron con los jefes locales la anexión de la isla a la Corona Española y la bautizaron como isla de San Carlos en honor al entonces rey de España, Carlos III.
José Aramburu fue Brigadier de la Real Armada en 1802 y falleció en Cádiz en 1804   siendo comandante del navío San Rafael.

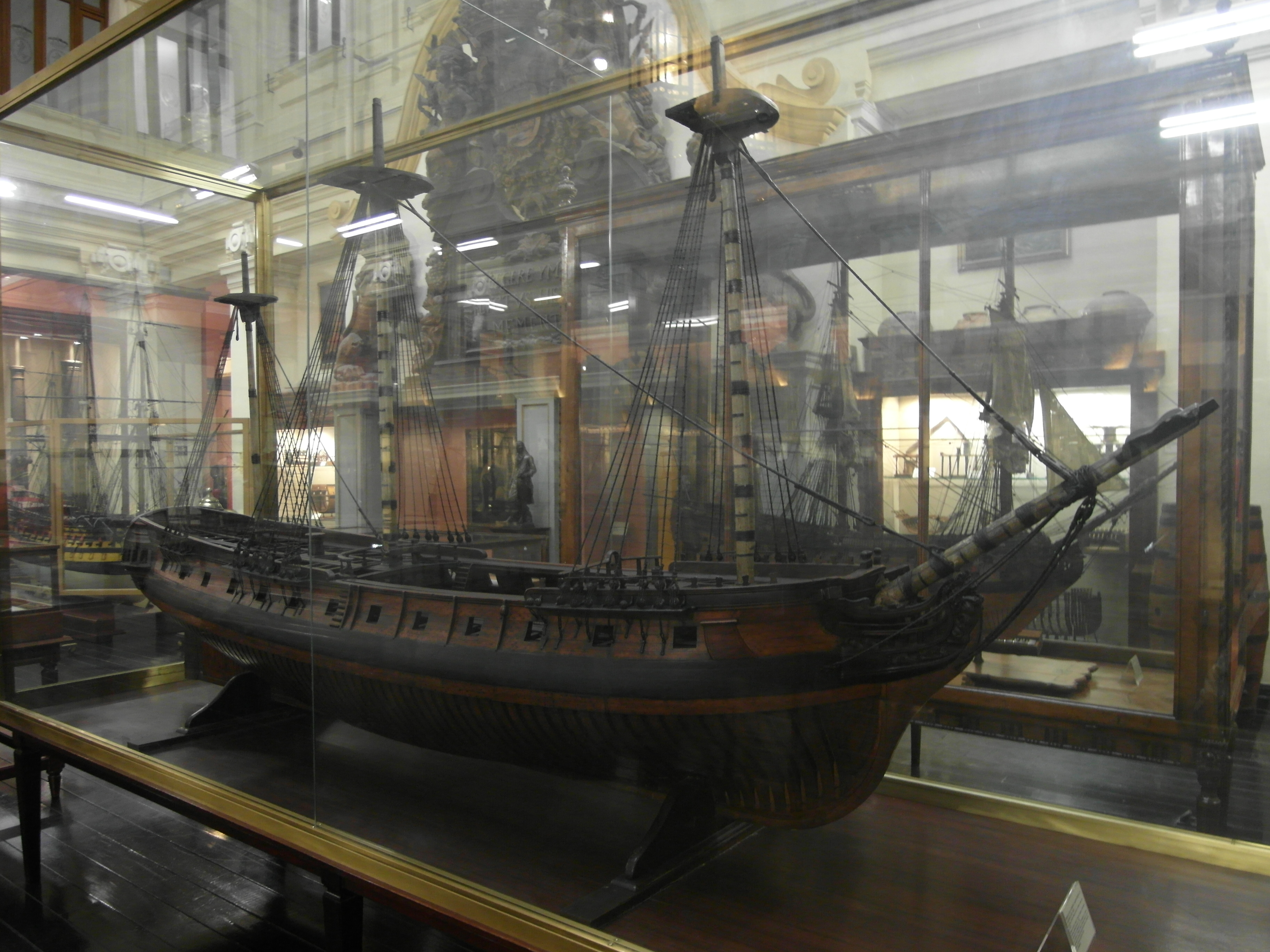
Fragata Santa Rosalía